# Synchro Anarchy
A Synchro Anarchy a kanadai Voivod zenekar tizenötödik stúdióalbuma, amely a Century Media kiadónál jelent meg 2022. február 11-én. Hasonlóan az előző, 2018-ban kiadptt The Wake című albumhoz, ezen a lemezen is a zenekar maga volt a producer, a felvételt és a keverést pedig Francis Perron végezte. A 2009-es Infini című nagylemez óta a Synchro Anarchy volt az első, amely ugyanazzal a felállással készült, mit az elődje. A Planet Eaters kislemez az album kiadása előtt két hónappal, 2021. december 10-én jelent meg. A nagylemez megjelenéséig még további három dalt publikáltak digitálisan (Paranormalium, Synchro Anarchy, Sleeves Off).
Az album limitált mediabook kiadásán a bónusz lemez a 2018-as Festival Jonquière En Music fesztiválon rögzített Return to Morgöth koncertfelvételt tartalmazza.

## Az album dalai
| Synchro Anarchy track listing | Synchro Anarchy track listing | Synchro Anarchy track listing | Synchro Anarchy track listing | Synchro Anarchy track listing | Synchro Anarchy track listing | Synchro Anarchy track listing | Synchro Anarchy track listing | Synchro Anarchy track listing | Synchro Anarchy track listing |
| #                             | Cím                           | Hossz                         |                               |                               |                               |                               |                               |                               |                               |
| ----------------------------- | ----------------------------- | ----------------------------- | ----------------------------- | ----------------------------- | ----------------------------- | ----------------------------- | ----------------------------- | ----------------------------- | ----------------------------- |
| 1.                            | Paranormalium                 | 5:34                          |                               |                               |                               |                               |                               |                               |                               |
| 2.                            | Synchro Anarchy               | 4:25                          |                               |                               |                               |                               |                               |                               |                               |
| 3.                            | Planet Eaters                 | 5:32                          |                               |                               |                               |                               |                               |                               |                               |
| 4.                            | Mind Clock                    | 6:44                          |                               |                               |                               |                               |                               |                               |                               |
| 5.                            | Sleeves Off                   | 4:08                          |                               |                               |                               |                               |                               |                               |                               |
| 6.                            | Holographic Thinking          | 6:11                          |                               |                               |                               |                               |                               |                               |                               |
| 7.                            | The World Today               | 4:10                          |                               |                               |                               |                               |                               |                               |                               |
| 8.                            | Quest for Nothing             | 5:37                          |                               |                               |                               |                               |                               |                               |                               |
| 9.                            | Memory Failure                | 5:33                          |                               |                               |                               |                               |                               |                               |                               |
| 47:54                         |                               |                               |                               |                               |                               |                               |                               |                               |                               |

## Közreműködők
Voivod
- Denis Belanger "Snake" – ének
- Michel Langevin "Away" – dobok
- Dan Mongrain "Chewy" – gitár
- Dominique Laroche "Rocky" – basszusgitár

## Listás helyezések
| Albumlista(2022)                              | Legjobb helyezés |
| --------------------------------------------- | ---------------- |
| Ausztria (Ö3 Austria Top 40)                  | 67               |
| Belgium (Ultratop Flandria)                   | 146              |
| Belgium (Ultratop Vallónia)                   | 138              |
| Egyesült Királyság (UK Rock & Metal Albums)   | 7                |
| Egyesült Királyság (Scottish Albums)          | 44               |
| Finnország (Musiikkituottajat Albumit Top 50) | 23               |
| Hollandia (Dutch Charts Album Top 100)        | 88               |
| Németország (Offizielle Top 100)              | 7                |
| Svájc (Schweizer Hitparade Top 100 Albums)    | 64               |